# Clasificaciones alternativas de los equipos argentinos a los torneos de la Conmebol
Conocidos popularmente como liguillas, se trata de torneos reducidos organizados por la AFA, llamados oficialmente de distintas maneras, que fueron reeditados en la temporada 2015. Se utilizaron a lo largo de los años como método de clasificación a la Copa Libertadores de América y otros torneos de Conmebol. Los formatos fueron variando en las distintas ocasiones en que se implementaron.

## Ediciones

### Edición 1974
Conocido como Liguilla pre-Libertadores, su nombre oficial fue Torneo reducido para clasificar dos equipos para el Campeonato Sudamericano de Fútbol Libertadores de América 1975. Originalmente debía ser un cuadrangular entre los campeones del Metropolitano y el Nacional, y los dos subcampeones respectivos. Como el subcampeón de ambos torneos fue Rosario Central, lo disputaron sólo tres equipos.
A excepción de otros años, en que se jugó para clasificar al segundo representante a la Copa Libertadores de América, en esta ocasión otorgó las dos plazas.

#### Partidos
| Partido 1   | Partido 1 | Partido 1       | Partido 1   | Partido 1       | Partido 1 |
| Local       | Resultado | Visitante       | Estadio     | Fecha           |           |
| ----------- | --------- | --------------- | ----------- | --------------- | --------- |
| San Lorenzo | 0 - 1     | Rosario Central | El Cilindro | 26 de diciembre |           |

| Partido 2         | Partido 2 | Partido 2   | Partido 2           | Partido 2       | Partido 2 |
| Local             | Resultado | Visitante   | Estadio             | Fecha           |           |
| ----------------- | --------- | ----------- | ------------------- | --------------- | --------- |
| Newell's Old Boys | 2 - 0     | San Lorenzo | Gigante de Arroyito | 28 de diciembre |           |

| Partido 3       | Partido 3 | Partido 3         | Partido 3           | Partido 3       | Partido 3 |
| Local           | Resultado | Visitante         | Estadio             | Fecha           |           |
| --------------- | --------- | ----------------- | ------------------- | --------------- | --------- |
| Rosario Central | 2 - 0     | Newell's Old Boys | Gigante de Arroyito | 30 de diciembre |           |

#### Tabla de posiciones final
| Pos. | Equipo            | Pts. | PJ | PG | PE | PP | GF | GC | Dif. |
| ---- | ----------------- | ---- | -- | -- | -- | -- | -- | -- | ---- |
| 1.º  | Rosario Central   | 4    | 2  | 2  | 0  | 0  | 3  | 0  | 3    |
| 2.º  | Newell's Old Boys | 2    | 2  | 1  | 0  | 1  | 2  | 2  | 0    |
| 3.º  | San Lorenzo       | 0    | 2  | 0  | 0  | 2  | 0  | 3  | −3   |

|  | Clasificó a la Copa Libertadores 1975. |

### Edición 1986
En un principio, se iba a disputar una final entre Belgrano de Córdoba, campeón del Torneo Regional y River Plate, campeón del torneo Metropolitano. Julio Alberto Grondona, toma la decisión de reestructurar el certamen que otorgaba plaza directa a la Copa Libertadores al campeón del Torneo Regional de ese año, formando así, la Pre Liguilla Libertadores de la siguiente manera: Tomaron parte cinco equipos clasificados del Campeonato Metropolitano 1985-86, seis que lo hicieron a través del Torneo Regional 1985/86, y Vélez Sarsfield, como subcampeón del Campeonato Nacional 1985, en reemplazo de Argentinos Juniors, campeón de la Copa Libertadores del mismo año y clasificado en esa condición. El ganador fue Boca Juniors, que participó de la Copa Libertadores 1986.

#### Primera fase
La jugaron los 4 últimos equipos clasificados de este certamen y del Torneo Regional.
| Partido 1            | Partido 1 | Partido 1            | Partido 1                 | Partido 1   | Partido 1 |
| Local                | Resultado | Visitante            | Estadio                   | Fecha       |           |
| -------------------- | --------- | -------------------- | ------------------------- | ----------- | --------- |
| Alianza de Cutral Có | 1 - 2     | Boca Juniors         | El Coloso del Ruca Quimey | 27 de abril |           |
| Boca Juniors         | 2 - 1     | Alianza de Cutral Có | La Bombonera              | 4 de mayo   |           |

| Partido 2              | Partido 2 | Partido 2              | Partido 2       | Partido 2   | Partido 2 |
| Local                  | Resultado | Visitante              | Estadio         | Fecha       |           |
| ---------------------- | --------- | ---------------------- | --------------- | ----------- | --------- |
| Concepción Fútbol Club | 0 - 3     | Vélez Sarsfield        | Stewart Shipton | 27 de abril |           |
| Vélez Sarsfield        | 2 - 1     | Concepción Fútbol Club | José Amalfitani | 4 de mayo   |           |

| Partido 3              | Partido 3 | Partido 3              | Partido 3              | Partido 3   | Partido 3 |
| Local                  | Resultado | Visitante              | Estadio                | Fecha       |           |
| ---------------------- | --------- | ---------------------- | ---------------------- | ----------- | --------- |
| San Lorenzo            | 4 - 1     | Guaraní Antonio Franco | La Bombonera           | 27 de abril |           |
| Guaraní Antonio Franco | 0 - 3     | San Lorenzo            | Guaraní Antonio Franco | 4 de mayo   |           |

| Partido 4          | Partido 4 | Partido 4          | Partido 4                     | Partido 4   | Partido 4 |
| Local              | Resultado | Visitante          | Estadio                       | Fecha       |           |
| ------------------ | --------- | ------------------ | ----------------------------- | ----------- | --------- |
| Ferro Carril Oeste | 2 - 1     | Güemes             | Arquitecto Ricardo Etcheverri | 27 de abril |           |
| Güemes             | 1 - 2     | Ferro Carril Oeste | Mitre                         | 4 de mayo   |           |

#### Segunda fase
A los 4 ganadores de la primera ronda se agregaron los 2 mejores clasificados de este campeonato y del Torneo Regional.
| Cuarto de final 1 | Cuarto de final 1 | Cuarto de final 1 | Cuarto de final 1     | Cuarto de final 1 | Cuarto de final 1 |
| Local             | Resultado         | Visitante         | Estadio               | Fecha             |                   |
| ----------------- | ----------------- | ----------------- | --------------------- | ----------------- | ----------------- |
| Boca Juniors      | 1 - 1             | Olimpo            | La Bombonera          | 11 de mayo        |                   |
| Olimpo            | 2 - 3 (t.s.)      | Boca Juniors      | Roberto N. Carminatti | 18 de mayo        |                   |

| Cuarto de final 2 | Cuarto de final 2 | Cuarto de final 2 | Cuarto de final 2 | Cuarto de final 2 | Cuarto de final 2 |
| Local             | Resultado         | Visitante         | Estadio           | Fecha             |                   |
| ----------------- | ----------------- | ----------------- | ----------------- | ----------------- | ----------------- |
| Vélez Sarsfield   | 1 - 1             | San Lorenzo       | José Amalfitani   | 11 de mayo        |                   |
| San Lorenzo       | 0 - 0 (4 - 3) (p) | Vélez Sarsfield   | La Bombonera      | 18 de mayo        |                   |

| Cuarto de final 3  | Cuarto de final 3 | Cuarto de final 3  | Cuarto de final 3             | Cuarto de final 3 | Cuarto de final 3 |
| Local              | Resultado         | Visitante          | Estadio                       | Fecha             |                   |
| ------------------ | ----------------- | ------------------ | ----------------------------- | ----------------- | ----------------- |
| Deportivo Español  | 0 - 0             | Ferro Carril Oeste | España                        | 11 de mayo        |                   |
| Ferro Carril Oeste | 4 - 1 (t.s.)      | Deportivo Español  | Arquitecto Ricardo Etcheverri | 18 de mayo        |                   |

| Cuarto de final 4 | Cuarto de final 4 | Cuarto de final 4 | Cuarto de final 4    | Cuarto de final 4 | Cuarto de final 4 |
| Local             | Resultado         | Visitante         | Estadio              | Fecha             |                   |
| ----------------- | ----------------- | ----------------- | -------------------- | ----------------- | ----------------- |
| Belgrano          | 1 - 3             | Newell's Old Boys | Gigante de Alberdi   | 11 de mayo        |                   |
| Newell's Old Boys | 2 - 1             | Belgrano          | El Coloso del Parque | 18 de mayo        |                   |

#### Tercera fase
| Semifinal 1  | Semifinal 1 | Semifinal 1  | Semifinal 1  | Semifinal 1 | Semifinal 1 |
| Local        | Resultado   | Visitante    | Estadio      | Fecha       |             |
| ------------ | ----------- | ------------ | ------------ | ----------- | ----------- |
| San Lorenzo  | 1 - 2       | Boca Juniors | Monumental   | 25 de mayo  |             |
| Boca Juniors | 0 - 0       | San Lorenzo  | La Bombonera | 1 de junio  |             |

| Semifinal 2        | Semifinal 2 | Semifinal 2        | Semifinal 2                   | Semifinal 2 | Semifinal 2 |
| Local              | Resultado   | Visitante          | Estadio                       | Fecha       |             |
| ------------------ | ----------- | ------------------ | ----------------------------- | ----------- | ----------- |
| Newell's Old Boys  | 1 - 0       | Ferro Carril Oeste | El Coloso del Parque          | 25 de mayo  |             |
| Ferro Carril Oeste | 1 - 1       | Newell's Old Boys  | Arquitecto Ricardo Etcheverri | 29 de mayo  |             |

#### Cuarta fase
| Final                                                                     | Final     | Final             | Final                | Final       | Final |
| Local                                                                     | Resultado | Visitante         | Estadio              | Fecha       |       |
| ------------------------------------------------------------------------- | --------- | ----------------- | -------------------- | ----------- | ----- |
| Boca Juniors                                                              | 0 - 2     | Newell's Old Boys | La Bombonera         | 8 de junio  |       |
| Newell's Old Boys                                                         | 1 - 4     | Boca Juniors      | El Coloso del Parque | 15 de junio |       |
| Boca Juniors clasificó a la Copa Libertadores 1986 con un global de 4 - 3 |           |                   |                      |             |       |

### Edición 1987
Llamado oficialmente Torneo octogonal por la segunda plaza al campeonato Libertadores de América 1987. Participaron los cinco equipos clasificados en el campeonato, a los que se sumó el campeón del Torneo Nacional B 1986/87, y el segundo y tercero de la tabla general del mismo torneo. Se jugó por eliminación directa, a doble partido, y el ganador fue el segundo clasificado a la Copa Libertadores 1987.

#### Cuartos de final
| Cuarto de final 1 | Cuarto de final 1 | Cuarto de final 1 | Cuarto de final 1 | Cuarto de final 1 |
| Local             | Resultado         | Visitante         | Estadio           | Fecha             |
| ----------------- | ----------------- | ----------------- | ----------------- | ----------------- |
| Banfield          | 1 - 0             | Independiente     | Tomás Adolfo Ducó |                   |
| Independiente     | 2 - 0             | Banfield          | La Doble Visera   |                   |

| Cuarto de final 2 | Cuarto de final 2 | Cuarto de final 2 | Cuarto de final 2  | Cuarto de final 2 |
| Local             | Resultado         | Visitante         | Estadio            | Fecha             |
| ----------------- | ----------------- | ----------------- | ------------------ | ----------------- |
| Belgrano          | 0 - 0             | Newell's Old Boys | Gigante de Alberdi |                   |
| Newell's Old Boys | 2 - 0             | Belgrano          | Newell's Old Boys  |                   |

| Cuarto de final 3 | Cuarto de final 3 | Cuarto de final 3 | Cuarto de final 3 | Cuarto de final 3 |
| Local             | Resultado         | Visitante         | Estadio           | Fecha             |
| ----------------- | ----------------- | ----------------- | ----------------- | ----------------- |
| Deportivo Armenio | 2 - 4             | Boca Juniors      | José Amalfitani   |                   |
| Boca Juniors      | 2 - 2             | Deportivo Armenio | La Bombonera      |                   |

| Cuarto de final 4  | Cuarto de final 4 | Cuarto de final 4  | Cuarto de final 4             | Cuarto de final 4 |
| Local              | Resultado         | Visitante          | Estadio                       | Fecha             |
| ------------------ | ----------------- | ------------------ | ----------------------------- | ----------------- |
| Racing Club        | 0 - 0             | Ferro Carril Oeste | El Cilindro                   | 10/05/1987        |
| Ferro Carril Oeste | 2 - 1             | Racing Club        | Arquitecto Ricardo Etcheverri | 17/05/1987        |

#### Semifinales
| Semifinal 1        | Semifinal 1 | Semifinal 1        | Semifinal 1                   | Semifinal 1 |
| Local              | Resultado   | Visitante          | Estadio                       | Fecha       |
| ------------------ | ----------- | ------------------ | ----------------------------- | ----------- |
| Ferro Carril Oeste | 0 - 1       | Independiente      | Arquitecto Ricardo Etcheverri | 24/05/1987  |
| Independiente      | 0 - 0       | Ferro Carril Oeste | La Doble Visera               | 31/05/1987  |

| Semifinal 2       | Semifinal 2 | Semifinal 2       | Semifinal 2       | Semifinal 2 |
| Local             | Resultado   | Visitante         | Estadio           | Fecha       |
| ----------------- | ----------- | ----------------- | ----------------- | ----------- |
| Newell's Old Boys | 0 - 1       | Boca Juniors      | Newell's Old Boys |             |
| Boca Juniors      | 5 - 2       | Newell's Old Boys | La Bombonera      |             |

#### Final
| Final                                               | Final     | Final         | Final           | Final |
| Local                                               | Resultado | Visitante     | Estadio         | Fecha |
| --------------------------------------------------- | --------- | ------------- | --------------- | ----- |
| Independiente                                       | 2 - 2     | Boca Juniors  | La Doble Visera |       |
| Boca Juniors                                        | 1 - 2     | Independiente | La Bombonera    |       |
| Independiente clasificó a la Copa Libertadores 1987 |           |               |                 |       |

### Edición 1988
Su nombre oficial fue Torneo Octogonal por la segunda plaza al campeonato sudamericano de fútbol "Libertadores de América" 1988. Participaron los 7 equipos clasificados en el certamen, a los que se sumó el Club Deportivo Mandiyú, campeón del Nacional B 1987/88. Se jugó por eliminación directa, con partido y revancha, y el ganador fue el segundo clasificado a la Copa Libertadores 1988.

#### Cuartos de final
| Cuarto de final 1  | Cuarto de final 1 | Cuarto de final 1  | Cuarto de final 1             | Cuarto de final 1 | Cuarto de final 1 |
| Local              | Resultado         | Visitante          | Estadio                       | Fecha             |                   |
| ------------------ | ----------------- | ------------------ | ----------------------------- | ----------------- | ----------------- |
| Argentinos Juniors | 1 - 1             | Racing Club        | Arquitecto Ricardo Etcheverri |                   |                   |
| Racing Club        | 3 - 1             | Argentinos Juniors | El Cilindro                   |                   |                   |

| Cuarto de final 2 | Cuarto de final 2 | Cuarto de final 2 | Cuarto de final 2  | Cuarto de final 2 | Cuarto de final 2 |
| Local             | Resultado         | Visitante         | Estadio            | Fecha             |                   |
| ----------------- | ----------------- | ----------------- | ------------------ | ----------------- | ----------------- |
| Deportivo Mandiyú | 1 - 1             | San Lorenzo       | Huracán Corrientes |                   |                   |
| San Lorenzo (*)   | 1 - 1             | Deportivo Mandiyú | Tomás Adolfo Ducó  |                   |                   |

| Cuarto de final 3 | Cuarto de final 3 | Cuarto de final 3 | Cuarto de final 3      | Cuarto de final 3 | Cuarto de final 3 |
| Local             | Resultado         | Visitante         | Estadio                | Fecha             |                   |
| ----------------- | ----------------- | ----------------- | ---------------------- | ----------------- | ----------------- |
| Rosario Central   | 0 - 0             | River Plate       | El Gigante de Arroyito |                   |                   |
| River Plate       | 1 - 0             | Rosario Central   | Monumental             |                   |                   |

| Cuarto de final 4 | Cuarto de final 4 | Cuarto de final 4 | Cuarto de final 4 | Cuarto de final 4 | Cuarto de final 4 |
| Local             | Resultado         | Visitante         | Estadio           | Fecha             |                   |
| ----------------- | ----------------- | ----------------- | ----------------- | ----------------- | ----------------- |
| Vélez Sarsfield   | 3 - 0             | Gimnasia (LP)     | José Amalfitani   |                   |                   |
| Gimnasia (LP)     | 1 - 1             | Vélez Sarsfield   | Del Bosque        |                   |                   |

#### Semifinales
| Semifinal 1 | Semifinal 1 | Semifinal 1 | Semifinal 1 | Semifinal 1 | Semifinal 1 |
| Local       | Resultado   | Visitante   | Estadio     | Fecha       |             |
| ----------- | ----------- | ----------- | ----------- | ----------- | ----------- |
| River Plate | 3 - 3       | Racing Club | Monumental  |             |             |
| Racing Club | 1 - 0       | River Plate | El Cilindro |             |             |

| Semifinal 2     | Semifinal 2 | Semifinal 2     | Semifinal 2       | Semifinal 2 | Semifinal 2 |
| Local           | Resultado   | Visitante       | Estadio           | Fecha       |             |
| --------------- | ----------- | --------------- | ----------------- | ----------- | ----------- |
| Vélez Sarsfield | 0 - 1       | San Lorenzo     | José Amalfitani   |             |             |
| San Lorenzo     | 0 - 0       | Vélez Sarsfield | Tomás Adolfo Ducó |             |             |

#### Final
| Final                                             | Final     | Final       | Final           | Final | Final |
| Local                                             | Resultado | Visitante   | Estadio         | Fecha |       |
| ------------------------------------------------- | --------- | ----------- | --------------- | ----- | ----- |
| Racing Club                                       | 0 - 2     | San Lorenzo | El Cilindro     |       |       |
| San Lorenzo                                       | 0 - 1     | Racing Club | José Amalfitani |       |       |
| San Lorenzo clasificó a la Copa Libertadores 1988 |           |             |                 |       |       |

#### Liguilla Clasificación
Su nombre oficial era Torneo Clasificación por una plaza al Torneo Octogonal por la segunda plaza al campeonato sudamericano de fútbol "Libertadores de América" - Edición 1988 / 1989. Se jugó por eliminación directa, entre los diez equipos restantes que no eran el campeón, los siete clasificados a la pre-Libertadores y los dos descendidos. El ganador participó directamente de la Liguilla pre-Libertadores 1988/89.

##### Primera fase
| Octavo de final 1 | Octavo de final 1 | Octavo de final 1 | Octavo de final 1  | Octavo de final 1 | Octavo de final 1 |
| Local             | Resultado         | Visitante         | Estadio            | Fecha             |                   |
| ----------------- | ----------------- | ----------------- | ------------------ | ----------------- | ----------------- |
| Boca Juniors      | 4 - 2             | Instituto         | La Bombonera       |                   |                   |
| Instituto         | 2 - 3             | Boca Juniors      | Juan Domingo Perón |                   |                   |

| Octavo de final 2  | Octavo de final 2 | Octavo de final 2     | Octavo de final 2             | Octavo de final 2 | Octavo de final 2 |
| Local              | Resultado         | Visitante             | Estadio                       | Fecha             |                   |
| ------------------ | ----------------- | --------------------- | ----------------------------- | ----------------- | ----------------- |
| Deportivo Armenio  | 0 - 0             | Ferro Carril Oeste    | José Amalfitani               |                   |                   |
| Ferro Carril Oeste | 1 - 1             | Deportivo Armenio (*) | Arquitecto Ricardo Etcheverri |                   |                   |

| Octavo de final 3 | Octavo de final 3 | Octavo de final 3 | Octavo de final 3  | Octavo de final 3 | Octavo de final 3 |
| Local             | Resultado         | Visitante         | Estadio            | Fecha             |                   |
| ----------------- | ----------------- | ----------------- | ------------------ | ----------------- | ----------------- |
| Independiente     | 1 - 2             | Estudiantes (LP)  | La Doble Visera    |                   |                   |
| Estudiantes (LP)  | 1 - 2             | Independiente (*) | Jorge Luis Hirschi |                   |                   |

| Octavo de final 4 | Octavo de final 4 | Octavo de final 4 | Octavo de final 4       | Octavo de final 4 | Octavo de final 4 |
| Local             | Resultado         | Visitante         | Estadio                 | Fecha             |                   |
| ----------------- | ----------------- | ----------------- | ----------------------- | ----------------- | ----------------- |
| Racing (Cba)      | 1 - 1             | Platense          | Racing (Cba)            |                   |                   |
| Platense          | 2 - 0             | Racing (Cba)      | Ciudad de Vicente López |                   |                   |

| Octavo de final 5 | Octavo de final 5 | Octavo de final 5 | Octavo de final 5 | Octavo de final 5 | Octavo de final 5 |
| Local             | Resultado         | Visitante         | Estadio           | Fecha             |                   |
| ----------------- | ----------------- | ----------------- | ----------------- | ----------------- | ----------------- |
| Talleres (Cba)    | 1 - 0             | Deportivo Español | La Boutique       |                   |                   |
| Deportivo Español | 2 - 0             | Talleres (Cba)    | España            |                   |                   |

##### Segunda fase
| Cuarto de final 1 | Cuarto de final 1 | Cuarto de final 1 | Cuarto de final 1 | Cuarto de final 1 | Cuarto de final 1 |
| Local             | Resultado         | Visitante         | Estadio           | Fecha             |                   |
| ----------------- | ----------------- | ----------------- | ----------------- | ----------------- | ----------------- |
| Boca Juniors      | 2 - 0             | Independiente     | La Bombonera      |                   |                   |
| Independiente     | 2 - 3             | Boca Juniors      | La Doble Visera   |                   |                   |

| Cuarto de final 2 | Cuarto de final 2 | Cuarto de final 2 | Cuarto de final 2             | Cuarto de final 2 | Cuarto de final 2 |
| Local             | Resultado         | Visitante         | Estadio                       | Fecha             |                   |
| ----------------- | ----------------- | ----------------- | ----------------------------- | ----------------- | ----------------- |
| Platense          | 1 - 1             | Deportivo Armenio | Ciudad de Vicente López       |                   |                   |
| Deportivo Armenio | 0 - 0             | Platense (*)      | Arquitecto Ricardo Etcheverri |                   |                   |

##### Semifinal
| Semifinal         | Semifinal | Semifinal         | Semifinal    | Semifinal | Semifinal |
| Local             | Resultado | Visitante         | Estadio      | Fecha     |           |
| ----------------- | --------- | ----------------- | ------------ | --------- | --------- |
| Deportivo Español | 0 - 4     | Boca Juniors      | España       |           |           |
| Boca Juniors      | 1 - 1     | Deportivo Español | La Bombonera |           |           |

##### Final
| Partidos     | Partidos  | Partidos     | Partidos     | Partidos | Partidos |
| Local        | Resultado | Visitante    | Estadio      | Fecha    |          |
| ------------ | --------- | ------------ | ------------ | -------- | -------- |
| Boca Juniors | 0 - 0     | Platense     | La Bombonera |          |          |
| Platense     | 1 - 1     | Boca Juniors |              |          |          |

| Desempate                                                 | Desempate | Desempate | Desempate          | Desempate | Desempate |
| Equipo 1                                                  | Resultado | Equipo 2  | Estadio            | Fecha     |           |
| --------------------------------------------------------- | --------- | --------- | ------------------ | --------- | --------- |
| Boca Juniors                                              | 1 - 2     | Platense  | Ricardo Etcheverri |           |           |
| Platense clasificó a la Liguilla pre-Libertadores 1988/89 |           |           |                    |           |           |

### Edición 1989
En esta edición, la liguilla se separó en dos partes, la rueda de los ganadores, y la rueda de los perdedores.
En la denominada "liguilla clasificación", ya no hubo clasificados a la próxima edición, sino que fue una especie de rueda de perdedores (los no clasificados a esta liguilla), en la que el ganador jugó una final contra el de la rueda de ganadores (los clasificados a esta liguilla), de allí, salió el segundo equipo representante argentino en la Copa Libertadores 1990.

#### Torneo octogonal
Fue la rueda de ganadores. Clasificaron los 6 equipos mejor ubicados en la tabla final del torneo, a los que se sumaron Chaco For Ever, como campeón del Nacional B 1988/89, y Platense, ganador de la Liguilla Clasificación 1987/88.

##### Cuartos de final
| Cuarto de final 1                                              | Cuarto de final 1 | Cuarto de final 1 | Cuarto de final 1   | Cuarto de final 1 | Cuarto de final 1 |
| Local                                                          | Resultado         | Visitante         | Estadio             | Fecha             |                   |
| -------------------------------------------------------------- | ----------------- | ----------------- | ------------------- | ----------------- | ----------------- |
| Chaco For Ever                                                 | 0 - 1             | Boca Juniors      | Juan Alberto García | 3 de junio        |                   |
| Boca Juniors                                                   | 2 - 1             | Chaco For Ever    | La Bombonera        | 7 de junio        |                   |
| Boca Juniors pasó a la segunda ronda de la rueda de perdedores |                   |                   |                     |                   |                   |

| Cuarto de final 2                                             | Cuarto de final 2 | Cuarto de final 2  | Cuarto de final 2 | Cuarto de final 2 | Cuarto de final 2 |
| Local                                                         | Resultado         | Visitante          | Estadio           | Fecha             |                   |
| ------------------------------------------------------------- | ----------------- | ------------------ | ----------------- | ----------------- | ----------------- |
| Argentinos Juniors                                            | 2 - 0             | River Plate        | José Amalfitani   | 4 de junio        |                   |
| River Plate                                                   | 1 - 0             | Argentinos Juniors | Monumental        | 7 de junio        |                   |
| River Plate pasó a la segunda ronda de la rueda de perdedores |                   |                    |                   |                   |                   |

| Cuarto de final 3                                              | Cuarto de final 3 | Cuarto de final 3 | Cuarto de final 3 | Cuarto de final 3 | Cuarto de final 3 |
| Local                                                          | Resultado         | Visitante         | Estadio           | Fecha             |                   |
| -------------------------------------------------------------- | ----------------- | ----------------- | ----------------- | ----------------- | ----------------- |
| Talleres (C)                                                   | 0 - 2             | San Lorenzo       | La Boutique       | 4 de junio        |                   |
| San Lorenzo                                                    | 1 - 1             | Talleres (C)      | Tomás Adolfo Ducó | 7 de junio        |                   |
| Talleres (C) pasó a la segunda ronda de la rueda de perdedores |                   |                   |                   |                   |                   |

| Cuarto de final 4                                                   | Cuarto de final 4 | Cuarto de final 4 | Cuarto de final 4       | Cuarto de final 4 | Cuarto de final 4 |
| Local                                                               | Resultado         | Visitante         | Estadio                 | Fecha             |                   |
| ------------------------------------------------------------------- | ----------------- | ----------------- | ----------------------- | ----------------- | ----------------- |
| Platense                                                            | 0 - 0             | Deportivo Español | Ciudad de Vicente López | 4 de junio        |                   |
| Deportivo Español                                                   | 1 - 3             | Platense          | España                  | 7 de junio        |                   |
| Deportivo Español pasó a la tercera ronda de la rueda de perdedores |                   |                   |                         |                   |                   |

##### Semifinales
| Semifinal 1                                                          | Semifinal 1 | Semifinal 1        | Semifinal 1                   | Semifinal 1 | Semifinal 1 |
| Local                                                                | Resultado   | Visitante          | Estadio                       | Fecha       |             |
| -------------------------------------------------------------------- | ----------- | ------------------ | ----------------------------- | ----------- | ----------- |
| San Lorenzo                                                          | 1 - 0       | Argentinos Juniors | Tomás Adolfo Ducó             | 11 de junio |             |
| Argentinos Juniors                                                   | 1 - 3       | San Lorenzo        | Arquitecto Ricardo Etcheverri | 14 de junio |             |
| Argentinos Juniors pasó a la tercera ronda de la rueda de perdedores |             |                    |                               |             |             |

| Semifinal 2                                                | Semifinal 2 | Semifinal 2  | Semifinal 2     | Semifinal 2 | Semifinal 2 |
| Local                                                      | Resultado   | Visitante    | Estadio         | Fecha       |             |
| ---------------------------------------------------------- | ----------- | ------------ | --------------- | ----------- | ----------- |
| Platense                                                   | 1 - 1       | Boca Juniors | José Amalfitani | 11 de junio |             |
| Boca Juniors (*)                                           | 1 - 1       | Platense     | La Bombonera    | 14 de junio |             |
| Platense pasó a la tercera ronda de la rueda de perdedores |             |              |                 |             |             |

##### Final
El Club Atlético San Lorenzo de Almagro, ganador del Torneo Octogonal, clasificó a la final por la plaza en la Copa Libertadores 1990, contra el ganador de la rueda de perdedores.
| Final                                                  | Final     | Final        | Final             | Final       | Final |
| Local                                                  | Resultado | Visitante    | Estadio           | Fecha       |       |
| ------------------------------------------------------ | --------- | ------------ | ----------------- | ----------- | ----- |
| Boca Juniors                                           | 1 - 1     | San Lorenzo  | La Bombonera      | 16 de junio |       |
| San Lorenzo                                            | 4 - 0     | Boca Juniors | Tomás Adolfo Ducó | 22 de junio |       |
| Boca Juniors pasó a la final de la rueda de perdedores |           |              |                   |             |       |

#### Torneo Clasificación
Fue la denominación que se dio a la rueda de perdedores, a la que se relegó a todos los equipos no clasificados a la de ganadores, exceptuando los dos descendidos.

##### Primera fase
| Llave 1       | Llave 1   | Llave 1       | Llave 1      | Llave 1    | Llave 1 |
| Local         | Resultado | Visitante     | Estadio      | Fecha      |         |
| ------------- | --------- | ------------- | ------------ | ---------- | ------- |
| Racing (Cba)  | 0 - 0     | Gimnasia (LP) | Racing (Cba) | 3 de junio |         |
| Gimnasia (LP) | 2 - 0     | Racing (Cba)  | Del Bosque   | 7 de junio |         |

| Llave 2           | Llave 2   | Llave 2           | Llave 2            | Llave 2    | Llave 2 |
| Local             | Resultado | Visitante         | Estadio            | Fecha      |         |
| ----------------- | --------- | ----------------- | ------------------ | ---------- | ------- |
| Deportivo Mandiyú | 1 - 1     | Vélez Sarsfield   | Huracán Corrientes | 4 de junio |         |
| Vélez Sarsfield   | 0 - 3     | Deportivo Mandiyú | José Amalfitani    | 7 de junio |         |

| Llave 3            | Llave 3   | Llave 3            | Llave 3                       | Llave 3    | Llave 3 |
| Local              | Resultado | Visitante          | Estadio                       | Fecha      |         |
| ------------------ | --------- | ------------------ | ----------------------------- | ---------- | ------- |
| Racing Club        | 0 - 1     | Ferro Carril Oeste | El Cilindro                   | 4 de junio |         |
| Ferro Carril Oeste | 0 - 0     | Racing Club        | Arquitecto Ricardo Etcheverri | 7 de junio |         |

| Llave 4     | Llave 4   | Llave 4     | Llave 4            | Llave 4    | Llave 4 |
| Local       | Resultado | Visitante   | Estadio            | Fecha      |         |
| ----------- | --------- | ----------- | ------------------ | ---------- | ------- |
| Estudiantes | 0 - 0     | Instituto   | Jorge Luis Hirschi | 4 de junio |         |
| Instituto   | 1 - 0     | Estudiantes | Juan Domingo Perón | 7 de junio |         |

| Llave 5           | Llave 5   | Llave 5           | Llave 5                       | Llave 5     | Llave 5 |
| Local             | Resultado | Visitante         | Estadio                       | Fecha       |         |
| ----------------- | --------- | ----------------- | ----------------------------- | ----------- | ------- |
| Rosario Central   | 1 - 1     | Newell's Old Boys | José Amalfitani               | 11 de junio |         |
| Newell's Old Boys | 5 - 3     | Rosario Central   | Arquitecto Ricardo Etcheverri | 13 de junio |         |

##### Segunda fase
A los ganadores de la primera ronda se agregaron Chaco For Ever, River Plate y Talleres (C).
| Llave 1        | Llave 1   | Llave 1        | Llave 1                     | Llave 1     | Llave 1 |
| Local          | Resultado | Visitante      | Estadio                     | Fecha       |         |
| -------------- | --------- | -------------- | --------------------------- | ----------- | ------- |
| Chaco For Ever | 1 - 5     | River Plate    | Estadio Juan Alberto García | 11 de junio |         |
| River Plate    | 1 - 1     | Chaco For Ever | Monumental                  | 14 de junio |         |

| Llave 2            | Llave 2   | Llave 2            | Llave 2                       | Llave 2     | Llave 2 |
| Local              | Resultado | Visitante          | Estadio                       | Fecha       |         |
| ------------------ | --------- | ------------------ | ----------------------------- | ----------- | ------- |
| Ferro Carril Oeste | 1 - 4     | Gimnasia (LP)      | Arquitecto Ricardo Etcheverri | 11 de junio |         |
| Gimnasia (LP)      | 0 - 1     | Ferro Carril Oeste | Del Bosque                    | 14 de junio |         |

| Llave 3      | Llave 3   | Llave 3      | Llave 3            | Llave 3     | Llave 3 |
| Local        | Resultado | Visitante    | Estadio            | Fecha       |         |
| ------------ | --------- | ------------ | ------------------ | ----------- | ------- |
| Talleres (C) | 2 - 1     | Instituto    | La Boutique        | 11 de junio |         |
| Instituto    | 1 - 3     | Talleres (C) | Juan Domingo Perón | 14 de junio |         |

| Llave 4               | Llave 4   | Llave 4           | Llave 4              | Llave 4     | Llave 4 |
| Local                 | Resultado | Visitante         | Estadio              | Fecha       |         |
| --------------------- | --------- | ----------------- | -------------------- | ----------- | ------- |
| Deportivo Mandiyú     | 2 - 1     | Newell's Old Boys | Huracán Corrientes   | 18 de junio |         |
| Newell's Old Boys (*) | 2 - 1     | Deportivo Mandiyú | El Coloso del Parque | 21 de junio |         |

##### Tercera fase
A los ganadores de la segunda ronda se agregaron Deportivo Español, Argentinos Juniors y Platense.
| Llave 1           | Llave 1   | Llave 1           | Llave 1                 | Llave 1     | Llave 1 |
| Local             | Resultado | Visitante         | Estadio                 | Fecha       |         |
| ----------------- | --------- | ----------------- | ----------------------- | ----------- | ------- |
| Deportivo Español | 0 - 0     | Platense          | España                  | 18 de junio |         |
| Platense          | 1 - 4     | Deportivo Español | Ciudad de Vicente López | 22 de junio |         |

| Llave 2            | Llave 2   | Llave 2            | Llave 2                       | Llave 2     | Llave 2 |
| Local              | Resultado | Visitante          | Estadio                       | Fecha       |         |
| ------------------ | --------- | ------------------ | ----------------------------- | ----------- | ------- |
| Gimnasia (LP)      | 1 - 1     | Argentinos Juniors | Del Bosque                    | 18 de junio |         |
| Argentinos Juniors | 4 - 1     | Gimnasia (LP)      | Arquitecto Ricardo Etcheverri | 22 de junio |         |

| Llave 3           | Llave 3   | Llave 3           | Llave 3           | Llave 3     | Llave 3 |
| Local             | Resultado | Visitante         | Estadio           | Fecha       |         |
| ----------------- | --------- | ----------------- | ----------------- | ----------- | ------- |
| Newell's Old Boys | 0 - 0     | Talleres (Cba)    | Coloso del Parque | 25 de junio |         |
| Talleres (Cba)    | 0 - 1     | Newell's Old Boys | Racing (Cba)      | 28 de junio |         |

##### Cuarta fase
| Llave 1            | Llave 1   | Llave 1            | Llave 1         | Llave 1    | Llave 1 |
| Local              | Resultado | Visitante          | Estadio         | Fecha      |         |
| ------------------ | --------- | ------------------ | --------------- | ---------- | ------- |
| Argentinos Juniors | 0 - 1     | River Plate        | José Amalfitani | 2 de julio |         |
| River Plate        | 4 - 0     | Argentinos Juniors | Monumental      | 5 de julio |         |

| Llave 2           | Llave 2   | Llave 2           | Llave 2           | Llave 2    | Llave 2 |
| Local             | Resultado | Visitante         | Estadio           | Fecha      |         |
| ----------------- | --------- | ----------------- | ----------------- | ---------- | ------- |
| Newell's Old Boys | 0 - 1     | Deportivo Español | Coloso del Parque | 2 de julio |         |
| Deportivo Español | 0 - 0     | Newell's Old Boys | España            | 5 de julio |         |

##### Quinta fase
| Llave                 | Llave     | Llave             | Llave           | Llave       | Llave |
| Local                 | Resultado | Visitante         | Estadio         | Fecha       |       |
| --------------------- | --------- | ----------------- | --------------- | ----------- | ----- |
| River Plate           | 1 - 0     | Deportivo Español | Monumental      | 12 de julio |       |
| Deportivo Español (*) | 0 - 1     | River Plate       | José Amalfitani | 16 de julio |       |

##### Sexta fase
Al ganador de la quinta ronda se agregó Boca Juniors, como segundo finalista.
El Club Atlético River Plate clasificó a la final por la plaza en la Copa Libertadores 1990, contra el ganador del Torneo Octogonal.
| Final        | Final     | Final        | Final        | Final       | Final |
| Local        | Resultado | Visitante    | Estadio      | Fecha       |       |
| ------------ | --------- | ------------ | ------------ | ----------- | ----- |
| River Plate  | 0 - 0     | Boca Juniors | Monumental   | 19 de julio |       |
| Boca Juniors | 0 - 0     | River Plate  | La Bombonera | 24 de julio |       |

| Desempate    | Desempate | Desempate   | Desempate       | Desempate   | Desempate |
| Equipo 1     | Resultado | Equipo 2    | Estadio         | Fecha       |           |
| ------------ | --------- | ----------- | --------------- | ----------- | --------- |
| Boca Juniors | 1 - 2     | River Plate | José Amalfitani | 27 de julio |           |

#### Definición para la clasificación a la Copa Libertadores
Se jugó entre los ganadores del Torneo Octogonal y el Torneo Clasificación.
| Final                                             | Final     | Final       | Final             | Final            | Final |
| Local                                             | Resultado | Visitante   | Estadio           | Fecha            |       |
| ------------------------------------------------- | --------- | ----------- | ----------------- | ---------------- | ----- |
| San Lorenzo                                       | 0 - 1     | River Plate | Tomás Adolfo Ducó | 27 de septiembre |       |
| River Plate                                       | 0 - 0     | San Lorenzo | Monumental        | 31 de octubre    |       |
| River Plate clasificó a la Copa Libertadores 1990 |           |             |                   |                  |       |

### Edición 1990
Se jugó por eliminación directa, con partido y revancha, entre los cuatro equipos previamente clasificados. El ganador fue el segundo representante argentino en la Copa Libertadores 1991.

#### Semifinales
| Semifinal 1     | Semifinal 1 | Semifinal 1     | Semifinal 1            | Semifinal 1 | Semifinal 1 |
| Local           | Resultado   | Visitante       | Estadio                | Fecha       |             |
| --------------- | ----------- | --------------- | ---------------------- | ----------- | ----------- |
| Independiente   | 1 - 1       | Rosario Central | La Doble Visera        | 27 de mayo  |             |
| Rosario Central | 1 - 3       | Independiente   | El Gigante de Arroyito | 30 de mayo  |             |

| Semifinal 2       | Semifinal 2 | Semifinal 2       | Semifinal 2     | Semifinal 2 | Semifinal 2 |
| Local             | Resultado   | Visitante         | Estadio         | Fecha       |             |
| ----------------- | ----------- | ----------------- | --------------- | ----------- | ----------- |
| Boca Juniors      | 1 - 0       | Deportivo Español | La Bombonera    | 27 de mayo  |             |
| Deportivo Español | 1 - 1       | Boca Juniors      | José Amalfitani | 31 de mayo  |             |

#### Final
| Final                                              | Final     | Final         | Final           | Final      | Final |
| Local                                              | Resultado | Visitante     | Estadio         | Fecha      |       |
| -------------------------------------------------- | --------- | ------------- | --------------- | ---------- | ----- |
| Boca Juniors                                       | 1 - 0     | Independiente | La Bombonera    | 3 de junio |       |
| Independiente                                      | 0 - 1     | Boca Juniors  | La Doble Visera | 6 de junio |       |
| Boca Juniors clasificó a la Copa Libertadores 1991 |           |               |                 |            |       |

### Cuartos de final
| Cuarto de final 1 | Cuarto de final 1 | Cuarto de final 1 | Cuarto de final 1 | Cuarto de final 1 | Cuarto de final 1 |
| Local             | Resultado         | Visitante         | Estadio           | Fecha             |                   |
| ----------------- | ----------------- | ----------------- | ----------------- | ----------------- | ----------------- |
| Independiente     | 1 - 1             | San Lorenzo       | La Doble Visera   | 13 de julio       |                   |
| San Lorenzo       | 2 - 1             | Independiente     | José Amalfitani   | 21 de julio       |                   |

| Cuarto de final 2 | Cuarto de final 2 | Cuarto de final 2 | Cuarto de final 2  | Cuarto de final 2 | Cuarto de final 2 |
| Local             | Resultado         | Visitante         | Estadio            | Fecha             |                   |
| ----------------- | ----------------- | ----------------- | ------------------ | ----------------- | ----------------- |
| River Plate       | 2 - 0             | Deportivo Mandiyú | Monumental         | 13 de julio       |                   |
| Deportivo Mandiyú | 0 - 2             | River Plate       | Huracán Corrientes | 21 de julio       |                   |

| Cuarto de final 3 | Cuarto de final 3 | Cuarto de final 3 | Cuarto de final 3 | Cuarto de final 3 | Cuarto de final 3 |
| Local             | Resultado         | Visitante         | Estadio           | Fecha             |                   |
| ----------------- | ----------------- | ----------------- | ----------------- | ----------------- | ----------------- |
| Vélez Sarsfield   | 3 - 0             | Racing Club       | José Amalfitani   | 14 de julio       |                   |
| Racing Club       | 5 - 1             | Vélez Sarsfield   | El Cilindro       | 21 de julio       |                   |

| Cuarto de final 4  | Cuarto de final 4 | Cuarto de final 4  | Cuarto de final 4 | Cuarto de final 4 | Cuarto de final 4 |
| Local              | Resultado         | Visitante          | Estadio           | Fecha             |                   |
| ------------------ | ----------------- | ------------------ | ----------------- | ----------------- | ----------------- |
| Boca Juniors       | 0 - 1             | Argentinos Juniors | La Bombonera      | 14 de julio       |                   |
| Argentinos Juniors | 0 - 2             | Boca Juniors       | José Amalfitani   | 20 de julio       |                   |

### Semifinales
| Semifinal 1 | Semifinal 1        | Semifinal 1 | Semifinal 1       | Semifinal 1 | Semifinal 1 |
| Local       | Resultado          | Visitante   | Estadio           | Fecha       |             |
| ----------- | ------------------ | ----------- | ----------------- | ----------- | ----------- |
| River Plate | 0 - 0              | San Lorenzo | Monumental        | 28 de julio |             |
| San Lorenzo | 0 - 0 (4 - 1) (p.) | River Plate | Tomás Adolfo Ducó | 4 de agosto |             |

| Semifinal 2  | Semifinal 2        | Semifinal 2  | Semifinal 2  | Semifinal 2 | Semifinal 2 |
| Local        | Resultado          | Visitante    | Estadio      | Fecha       |             |
| ------------ | ------------------ | ------------ | ------------ | ----------- | ----------- |
| Boca Juniors | 1 - 1              | Racing Club  | La Bombonera | 28 de julio |             |
| Racing Club  | 0 - 0 (2 - 4) (p.) | Boca Juniors | El Cilindro  | 4 de agosto |             |

### Final
| Final                                             | Final     | Final        | Final           | Final        | Final |
| Local                                             | Resultado | Visitante    | Estadio         | Fecha        |       |
| ------------------------------------------------- | --------- | ------------ | --------------- | ------------ | ----- |
| San Lorenzo                                       | 1 - 0     | Boca Juniors | José Amalfitani | 8 de agosto  |       |
| Boca Juniors                                      | 0 - 1     | San Lorenzo  | La Bombonera    | 11 de agosto |       |
| San Lorenzo clasificó a la Copa Libertadores 1992 |           |              |                 |              |       |

### Edición 1992
Se disputó con el fin de clasificar a los participantes de la Copa Libertadores 1993 y la Copa Conmebol 1992. Los primeros fueron el ganador de la final de campeones y el triunfador del partido entre el perdedor de dicha final y el vencedor del Torneo Octogonal. Por su parte, los finalistas y el mejor semifinalista de dicho torneo ocuparon los tres lugares reservados a los equipos argentinos en la primera Copa Conmebol. Esta edición tuvo una especie de doble campeón, debido a su doble final. A partir del próximo torneo (Torneo Apertura 1992), la clasificación a la copa sería para el campeón del torneo, eliminando así la liguilla.

#### Final de campeones
En un enfrentamiento que se disputó al mejor de tres partidos, el ganador obtuvo el primer cupo, mientras que el perdedor quedó relegado a jugar un partido definitorio por la segunda plaza con el ganador del Octogonal.
| Final                                             | Final     | Final             | Final                  | Final       | Final |
| Equipo 1                                          | Resultado | Equipo 2          | Estadio                | Fecha       |       |
| ------------------------------------------------- | --------- | ----------------- | ---------------------- | ----------- | ----- |
| Newell's Old Boys                                 | 0 - 0     | River Plate       | El Gigante de Arroyito | 12 de julio |       |
| River Plate                                       | 1 - 0     | Newell's Old Boys | Monumental             | 19 de julio |       |
| River Plate                                       | 3 - 2     | Newell's Old Boys | Córdoba                | 26 de julio |       |
| River Plate clasificó a la Copa Libertadores 1993 |           |                   |                        |             |       |

#### Torneo Octogonal
Se jugó por eliminación entre los clasificados de ambos torneos de la temporada.
| Cuartos de final  | Cuartos de final | Cuartos de final | Cuartos de final              | Cuartos de final | Cuartos de final |
| Equipo 1          | Resultado        | Equipo 2         | Estadio                       | Fecha            |                  |
| ----------------- | ---------------- | ---------------- | ----------------------------- | ---------------- | ---------------- |
| Deportivo Español | 1 - 0            | Racing Club      | Tomás Adolfo Ducó             | 10 de julio      |                  |
| Boca Juniors      | 2 - 0 (t.s.)     | San Lorenzo      | Tomás Adolfo Ducó             | 12 de julio      |                  |
| Platense          | 0 - 1            | Gimnasia (LP)    | La Doble Visera               | 12 de julio      |                  |
| Vélez Sarsfield   | 1 - 0            | Huracán          | Arquitecto Ricardo Etcheverri | 12 de julio      |                  |

| Semifinales     | Semifinales       | Semifinales       | Semifinales                   | Semifinales | Semifinales |
| Equipo 1        | Resultado         | Equipo 2          | Estadio                       | Fecha       |             |
| --------------- | ----------------- | ----------------- | ----------------------------- | ----------- | ----------- |
| Boca Juniors    | 0 - 1             | Gimnasia (LP)     | José Amalfitani               | 18 de julio |             |
| Vélez Sarsfield | 1 - 1 (4 - 2) (p) | Deportivo Español | Arquitecto Ricardo Etcheverri | 19 de julio |             |

| Final                                                    | Final     | Final         | Final      | Final       | Final |
| Equipo 1                                                 | Resultado | Equipo 2      | Estadio    | Fecha       |       |
| -------------------------------------------------------- | --------- | ------------- | ---------- | ----------- | ----- |
| Vélez Sarsfield                                          | 3 - 0     | Gimnasia (LP) | Monumental | 26 de julio |       |
| Vélez Sarsfield clasificó a la final por el segundo cupo |           |               |            |             |       |

Copa Conmebol 1992: Clasificaron los dos finalistas de este minitorneo, Vélez Sarsfield y Gimnasia y Esgrima (LP), y el mejor semifinalista, Boca Juniors, que posteriormente desistió de participar y cedió su lugar a Deportivo Español.

#### Final entre el campeón perdedor y el ganador del Octogonal
En un enfrentamiento a un solo partido, el vencedor obtuvo el segundo cupo.
| Final                                                   | Final     | Final           | Final                  | Final       | Final |
| Equipo 1                                                | Resultado | Equipo 2        | Estadio                | Fecha       |       |
| ------------------------------------------------------- | --------- | --------------- | ---------------------- | ----------- | ----- |
| Newell's Old Boys                                       | 1 - 0     | Vélez Sarsfield | El Gigante de Arroyito | 2 de agosto |       |
| Newell's Old Boys clasificó a la Copa Libertadores 1993 |           |                 |                        |             |       |

### Edición 2015

#### Liguilla pre-Libertadores
Fue un minitorneo por eliminación directa, del que participaron los equipos ubicados del 3.º al 6.º puesto de la fase regular. Las semifinales se jugaron a un solo partido y la final a dos, local y visitante.
|  | Semifinales             | Semifinales          |               |             | Final                            | Final                            | Final                            |  |
|  | 19 y 20 de noviembre    | 19 y 20 de noviembre |               |             | 29 de noviembre y 6 de diciembre | 29 de noviembre y 6 de diciembre | 29 de noviembre y 6 de diciembre |  |
|  |                         |                      |               |             |                                  |                                  |                                  |  |
|  |                         |                      |               |             |                                  |                                  |                                  |  |
|  | Racing Club             | 2                    |               |             |                                  |                                  |                                  |  |
|  | Racing Club             | 2                    |               |             |                                  |                                  |                                  |  |
|  | Estudiantes de La Plata | 1                    |               |             |                                  |                                  |                                  |  |
|  | Estudiantes de La Plata | 1                    |               | Racing Club | 2                                | 1                                |                                  |  |
|  |                         |                      |               | Racing Club | 2                                | 1                                |                                  |  |
|  |                         |                      | Independiente | 0           | 2                                |                                  |                                  |  |
|  | Independiente           | 4                    | Independiente | 0           | 2                                |                                  |                                  |  |
|  | Independiente           | 4                    |               |             |                                  |                                  |                                  |  |
|  | Belgrano                | 1                    |               |             |                                  |                                  |                                  |  |
|  | Belgrano                | 1                    |               |             |                                  |                                  |                                  |  |
|  |                         |                      |               |             |                                  |                                  |                                  |  |

#### Liguilla pre-Sudamericana
Fue un minitorneo por eliminación directa. Se eliminaron por parejas los 12 equipos ubicados del 7.º al 20.º puesto de la fase regular, a los que se agregaron, en segunda instancia, los 2 perdedores de las semifinales de la Liguilla pre-Libertadores. La primera eliminatoria fue a un solo partido y la segunda a dos, local y visitante.

##### Primera ronda
Se enfrentarán: 7.º con 18.º, 8.º con 17.º, 9.º con 16.º, 10.º con 15.º, 11.º con 14.º y 12.º con 13.º. Los ganadores pasarán a la ronda final.
| Banfield                               | 1 - 0 | Argentinos Juniors | Florencio Sola | 24 de noviembre | 21:15 |
| Banfield clasificó a la segunda ronda. |       |                    |                |                 |       |

| Tigre                               | 1 - 4 | Colón | José Dellagiovanna | 19 de noviembre | 19:00 |
| Colón clasificó a la segunda ronda. |       |       |                    |                 |       |

| Quilmes                              | 0 - 1 | Olimpo | Centenario | 23 de noviembre | 19:00 |
| Olimpo clasificó a la segunda ronda. |       |        |            |                 |       |

| Gimnasia y Esgrima (LP)                               | 5 - 1 | San Martín (SJ) | Juan Carmelo Zerillo | 20 de noviembre | 17:00 |
| Gimnasia y Esgrima (LP) clasificó a la segunda ronda. |       |                 |                      |                 |       |

| Lanús                               | 2 - 1 | Newell's Old Boys | Ciudad de Lanús | 23 de noviembre | 21:30 |
| Lanús clasificó a la segunda ronda. |       |                   |                 |                 |       |

| Unión (SF)                             | 1 - 2 | Aldosivi | 15 de Abril | 20 de noviembre | 21:30 |
| Aldosivi clasificó a la segunda ronda. |       |          |             |                 |       |

##### Segunda ronda
A los 6 ganadores de la primera ronda se les sumarán los dos perdedores de las semifinales de la Liguilla pre-Libertadores. Los 8 equipos se ordenarán según la posición que hayan ocupado en la fase regular, y jugarán 1.º con 8.º, 2.º con 7.º, 3.º con 6.º y 4.º con 5.º. Los 4 ganadores del respectivo enfrentamiento quedarán clasificados.
| Colón                                           | 0 - 1 | Belgrano | Brigadier Estanislao López | 28 de noviembre | 17:00 |
| Belgrano                                        | 1 - 1 | Colón    | Mario Alberto Kempes       | 5 de diciembre  | 19:00 |
| Belgrano clasificó a la Copa Sudamericana 2016. |       |          |                            |                 |       |

| Olimpo                                                  | 0 - 1 | Estudiantes (LP) | Roberto N. Carminatti | 28 de noviembre | 18:00 |
| Estudiantes (LP)                                        | 4 - 0 | Olimpo           | Julio H. Grondona     | 5 de diciembre  | 21:30 |
| Estudiantes (LP) clasificó a la Copa Sudamericana 2016. |       |                  |                       |                 |       |

| Aldosivi                                        | 2 - 3 | Banfield | José María Minella | 29 de noviembre | 21:30 |
| Banfield                                        | 1 - 1 | Aldosivi | Florencio Sola     | 5 de diciembre  | 18:00 |
| Banfield clasificó a la Copa Sudamericana 2016. |       |          |                    |                 |       |

| Lanús                                        | 1 - 0 | Gimnasia y Esgrima (LP) | Ciudad de Lanús      | 28 de noviembre | 20:15 |
| Gimnasia y Esgrima (LP)                      | 1 - 2 | Lanús                   | Juan Carmelo Zerillo | 6 de diciembre  | 21:30 |
| Lanús clasificó a la Copa Sudamericana 2016. |       |                         |                      |                 |       |

## Otras clasificaciones
Además de las liguillas, en distintas temporadas se jugaron partidos clasificatorios y, eventualmente, desempates, para clasificar a los torneos continentales.

### Clasificación 1971
Fue la primera ocasión en que se utilizó un método alternativo para la clasificación de un equipo argentino a los torneos organizados por la Conmebol. Consistió en un enfrentamiento entre el perdedor de la final del Torneo Nacional de aquel año, con el campeón del Metropolitano. El ganador clasificó a la Copa Libertadores 1972.
| Final                                               | Final     | Final       | Final        | Final           | Final |
| Equipo 1                                            | Resultado | Equipo 2    | Estadio      | Fecha           |       |
| --------------------------------------------------- | --------- | ----------- | ------------ | --------------- | ----- |
| Independiente                                       | 1 - 0     | San Lorenzo | La Bombonera | 29 de diciembre |       |
| Independiente clasificó a la Copa Libertadores 1972 |           |             |              |                 |       |

### Clasificación 1975
Al haberse consagrado el mismo equipo campeón de ambos torneos, se jugó un partido en cancha neutral, entre el subcampeón del Metropolitano y el del Nacional, cuyo ganador participó de la Copa Libertadores 1976.
| Partido                                           | Partido   | Partido     | Partido     | Partido             | Partido |
| Equipo 1                                          | Resultado | Equipo 2    | Estadio     | Fecha               |         |
| ------------------------------------------------- | --------- | ----------- | ----------- | ------------------- | ------- |
| Huracán                                           | 2 - 3     | Estudiantes | El Cilindro | 25 de enero de 1976 |         |
| Estudiantes clasificó a la Copa Libertadores 1976 |           |             |             |                     |         |

### Clasificación 1976
Al tener ambos torneos un mismo equipo campeón, los subcampeones del Metropolitano y del Nacional disputaron un partido eliminatorio en cancha neutral, cuyo ganador clasificó a la Copa Libertadores 1977.
| Partido                                           | Partido   | Partido  | Partido      | Partido         | Partido |
| Equipo 1                                          | Resultado | Equipo 2 | Estadio      | Fecha           |         |
| ------------------------------------------------- | --------- | -------- | ------------ | --------------- | ------- |
| River Plate                                       | 4 - 1     | Huracán  | La Bombonera | 29 de diciembre |         |
| River Plate clasificó a la Copa Libertadores 1977 |           |          |              |                 |         |

### Clasificación 1979
Lo jugaron los subcampeones del Metropolitano y del Nacional. El ganador clasificó a la Copa Libertadores 1980.
| Partidos                                              | Partidos  | Partidos        | Partidos        | Partidos        | Partidos |
| Equipo 1                                              | Resultado | Equipo 2        | Estadio         | Fecha           |          |
| ----------------------------------------------------- | --------- | --------------- | --------------- | --------------- | -------- |
| Unión                                                 | 0 - 0     | Vélez Sarsfield | 15 de abril     | 27 de diciembre |          |
| Vélez Sarsfield                                       | 3 - 0     | Unión           | José Amalfitani | 30 de diciembre |          |
| Vélez Sarsfield clasificó a la Copa Libertadores 1980 |           |                 |                 |                 |          |

### Clasificación 1996
Para establecer el segundo clasificado a la Copa Libertadores 1997, se enfrentaron a un solo partido los subcampeones del Apertura 95, Racing Club, y del Clausura 96, Gimnasia y Esgrima (LP), ya que ambos torneos fueron ganados por Vélez Sarsfield.
| Partido                                           | Partido      | Partido       | Partido    | Partido      |
| Equipo 1                                          | Resultado    | Equipo 2      | Estadio    | Fecha        |
| ------------------------------------------------- | ------------ | ------------- | ---------- | ------------ |
| Racing Club                                       | 1 - 0 (t.s.) | Gimnasia (LP) | Monumental | 22 de agosto |
| Racing Club clasificó a la Copa Libertadores 1997 |              |               |            |              |

### Clasificación 1997
Para designar el segundo clasificado a la Copa Libertadores 1998, se enfrentaron a un solo partido los subcampeones del Apertura 96, Independiente, y del Clausura 97, Colón, ya que ambos torneos fueron ganados por River Plate.
| Partido                                     | Partido   | Partido       | Partido         | Partido        |
| Equipo 1                                    | Resultado | Equipo 2      | Estadio         | Fecha          |
| ------------------------------------------- | --------- | ------------- | --------------- | -------------- |
| Colón                                       | 1 - 0     | Independiente | Ciudad de Lanús | 3 de diciembre |
| Colón clasificó a la Copa Libertadores 1998 |           |               |                 |                |

### Clasificación 1999
Para designar el segundo clasificado a la Copa Libertadores 2000, se enfrentaron a un solo partido los subcampeones del Apertura, Gimnasia y Esgrima (LP), y del Clausura, River Plate, ya que ambos torneos fueron ganados por Boca Juniors.
| Partido                                           | Partido   | Partido       | Partido         | Partido     | Partido |
| Equipo 1                                          | Resultado | Equipo 2      | Estadio         | Fecha       |         |
| ------------------------------------------------- | --------- | ------------- | --------------- | ----------- | ------- |
| River Plate                                       | 3 - 2     | Gimnasia (LP) | José Amalfitani | 24 de junio |         |
| River Plate clasificó a la Copa Libertadores 2000 |           |               |                 |             |         |

## Palmarés
| Equipo          | Ganadores |
| --------------- | --------- |
| San Lorenzo     | 2         |
| Boca Juniors    | 2         |
| River Plate     | 1         |
| Racing Club     | 1         |
| Independiente   | 1         |
| Rosario Central | 1         |